# Matúš Štoček
Matúš Štoček (* 12. März 1999 in Veľké Rovné) ist ein slowakischer Radsportler, der im Straßenradsport aktiv ist.

## Karriere
Der in Veľké Rovné geborene Matúš Štoček startete 2019 in seine erste Profisaison. Er stand dabei bei dem Continental Team Beltrami TSA Hopplà Petroli Firenze unter Vertrag. Nachdem er bereits bei nationalen Meisterschaften sowie bei Europameisterschaften und Weltmeisterschaften der Junioren Punkte für die UCI-Weltrangliste sammeln konnte, sammelte er in der Saison 2020, in der er für das Continental Team ATT Investments aktiv war, bei dem Visegrád 4 Bicycle Race – GP Slovakia am 11. Juli mit dem zehnten Platz erstmals UCI-Punkte auf der UCI Europe Tour. 
2021 wurde Štoček Mitglied im tschechischen Team ATT Investments, für das er vier Jahre an den Start ging. Auf nationaler Ebene wurde er 2023 slowakischer Meister in der Elite sowohl im Einzelzeitfahren als auch im Straßenrennen.International blieb er ohne Sieg, kam aber mehrfach aufs Podium, unter anderem als Etappenzweiter bei der Rhodos-Rundfahrt 2023 und Dritter beim Memorial Philippe Van Coningsloo 2022. 
Zur Saison 2025 wechselte Štoček zum Team Elkov-Kasper. 

## Erfolge
2015
- Europäisches Olympisches Sommer-Jugendfestival 2015 – Straßenrennen

2016
- Bergwertung Trophée Centre Morbihan
- Nachwuchswertung Tour du Pays de Vaud
- eine Etappe Trofeo Karlsberg
- Slowakischer Junioren-Meister – Straßenrennen, Einzelzeitfahren

2017
- Slowakischer Junioren-Meister – Straßenrennen, Einzelzeitfahren

2021
- Punktewertung Tour du Pays de Montbéliard

2023
- Slowakischer Meister – Einzelzeitfahren, Straßenrennen